# Gare de Lumes
Gare de Lumes vasútállomás Franciaországban, Lumes településen.

## Vasútvonalak
Az állomást az alábbi vasútvonalak érintik:
- Mohon–Thionville-vasútvonal

## Kapcsolódó állomások
A vasútállomáshoz az alábbi állomások vannak a legközelebb:
- Gare de Mohon
- Gare de Nouvion-sur-Meuse